# Guadamenye
Un guadamenye (‘zahorí’, ‘endeví’) era el rang més alt de sacerdot o xaman guanxe (gran sacerdot), que assessorava els monarques aborígens, anomenats menceys, a l'illa canària de Tenerife abans de la conquesta castellana. Gaudien d'una alta consideració social, tenien un gran coneixement de la tradició oral, i interpretaven els fenòmens naturals i celestes. Possiblement tenien una gran influència en el control polític. Un d'aquests endevins guanxes hauria profetitzat l'arribada dels conqueridors castellans a l'illa de Tenerife a finals del segle xv. Els guadamenyes presidien les assemblees o tagoror.

## Antroponimia
El terme, de procedència guanxe, apareix a les fonts primàries sempre com a antropònim, utilitzant-se després com a nom genèric d'un tipus de bruixots o sacerdots a partir de l'obra de Tomás Arias Marín de Cubas publicada el 1687.
Per al filòleg Juan Álvarez Delgado pot traduir-se des d'una possible forma primitiva wa n-imeñhi com ‘el del missatge’, ‘profeta’, ‘home endevi’ o ‘anunciador de bona nova’.
Altres autors, com Dominik J. Wölfel, el relacionen amb el terme amazic amenâmena/imenâmenâten ‘bon presagi’, mentre que el lingüista Ignacio Reyes ho tradueix com a ‘clarivident’, ‘endeví’ des de la forma wa-n-amənzaz.
En les fonts escrites apareixen també les variants guadameñe, guanameñe, guañameña o guañame.

## Història
La història sobre l'endeví Guañameñe es deu principalment al frare Alonso de Espinosa, que en la seva obra Historia de Nuestra Señora de Candelaria fa esment al fet que els guanxes havien estat advertits per l'endeví que «havien de venir dins d'uns ocells grans unes gents blanques per la mar, i havien d'apoderar-se del'illa». Segons el dominic, Guañameñe hauria profetitzat aquests fets un segle abans de l'arribada dels castellans el 1494, durant l'època de la cristianització de l'illa per part del franciscans mallorquins —bisbat de Telde, 1350—, i va ser la causa que el mencey de Taoro ordenés a la resta de reis guanxes que li donessin avís si arribava algun estranger a les costes de l'illa, cosa que va fer el de Güímar en aparèixer a les seves platges, segons la llegenda, «la imatge de la Mare de Déu de la Candela que els va cristianitzar sense presència de cap missioner» —tanmateix, els documents del bisbat de Telde, estudiats per Rumeu de Armas i altres,demostren que van ser els franciscans mallorquins.
Per la seva banda, per a Antonio de Viana Guañameñe és un personatge del seu poema èpic Conquista de Tenerife publicat el 1604. En aquesta obra narra que l'endeví demana audiència al mencey Bencomo de Taoro i li vaticina que haurien d'arribar estrangers per mar que s'apoderarien de l'illa, fet al qual el mencey, injuriat, respon manant penjar d'un arbre a Guañameñe.